# Cour Viguès
La cour Viguès est une voie du 11e arrondissement de Paris, en France.

## Situation et accès
La cour Viguès est une voie privée située dans le 11e arrondissement de Paris. Elle débute au 59, rue du Faubourg-Saint-Antoine et se termine cour Saint-Joseph.
Ne pas confondre avec la cour Jacques-Viguès.

## Origine du nom
Cette voie doit son nom à Jacques Viguès, ancien marchand de bois exotiques du faubourg Saint-Jacques qui y était établi vers 1825, et propriétaire du lieu.

## Historique
Elle s'appelait « cour des Ferrailleurs » à la fin du XVIIIe siècle.